# 港台電視33
港台电视33（英語：RTHK TV 33）是香港电台拥有的一条免费数字电视频道，旧称“香港电台标清频道2”（英語：RTHK SD TV 2）。
本頻道為轉播性質的頻道，自正式开播以来以转播中央廣播電視總台的节目为主。開播當初至2017年5月29日早上5時59分，曾全天候24小時轉播中國環球電視網紀錄頻道（2016年12月31日前名為中国中央电视台纪录频道英文版。2022年7月1日起該台重新在港台電視34進行轉播）。自2017年5月29日早上6時起則改為24小時轉播中國中央電視台綜合頻道至今。

## 历史

### 试播
2012年3月22日，当时的电讯管理局决定指配第62频道（798-806 MHz）予香港电台，后者于2012年6月30日起利用该发射频道试播四条数码频道，包括香港电台高清频道（31台）、标清频道1（32台）、标清频道2（33台）。试播期间，标清频道2循环播放港台剧集《狮子山下》的剧照。

### 转播中国环球电视网纪录频道
2014年1月7日零时，港台電視33正式开播，并转为高清播出。當時轉播的頻道為中国中央电视台纪录频道（CCTV-9）英文高清版，通過香港電台的數碼电视33频道（UHF頻道編號62，發射頻率802MHz）試播，該频道右上角並没有“高清”或“HD”字样，而是加上香港電台“RTHK 33”台徽，而左上方依舊附有CCTV-9的台徽。
而在当时转播的CCTV-9 Documentary的时期，亦会偶然性存在中国内地的商业广告，故香港电台亦会使用港府公益宣传片覆盖掉所转播频道的广告时段。（CCTV-9 Documentary于2016年停播商业广告）
2016年12月31日，因應央视旗下外语频道统一更名为“中国环球电视网”（CGTN），原CCTV-9英文版於當日中午12時更名为中国环球电视网纪录频道（CGTN Documentary）。

### 转播中国中央电视台综合频道
2017年5月23日，港台决定从同年5月29日早上6時起开始使用港台电视33频道转播港澳版本的中国中央电视台综合频道（CCTV-1）。港台表示，《香港电台约章》规定港台需转播国家电视台节目，港台因此考虑使用33频道转播CCTV-1或CCTV-9英文版，但由于当时亚洲电视正使用15频道转播CCTV-1，故当时港台选择使用33频道转播CCTV-9英文版（即后来的CGTN Documentary）的节目。鉴于亚视停播，上述重叠播放的情况已不存在，且多数香港本地观众倾向于收看中文节目，港台遂做出这一决定。而CGTN紀錄頻道已于2022年6月下旬由港台電視34恢復轉播。

### 港台電視33A
港台电视33A（英語：RTHK TV 33A）曾經是港台电视33的4:3模拟电视频道版本，2016年4月2日开播，两者节目同步播放。由于港台电视33信号画面比例为16:9，港台电视33A所有时间都会附有上下黑边，以维持画面比例。
因亚洲电视的香港本地免費電視牌照不獲行政長官會同行政會議續期，香港电台于2016年4月2日凌晨零時开始接手提供模拟电视广播服務，港台電視33A是其中之一的接播模拟頻道，內容為與數碼港台電視33同步，24小時全面播放CCTV-9英文版。港台電視33A使用原先亞洲電視國際台的模拟频道广播，畫面寬高比例同時由16:9附加上下黑邊而轉成4:3，並於右上角黑邊範圍加上“RTHK 33A”台徽。
因工程需時，初階段香港电台的模擬電視訊號只在11個發射站輸出，覆蓋全港8成人口，部分位於屯門、元朗、港島南區、九龍最東面等地區的市民可能未能接收，但會在6月內全面覆蓋。
2017年5月23日，港台决定从同年5月29日早上6時起开始使用港台电视33A频道转播港澳版本的中国中央电视台综合频道（CCTV-1）。
行政會議已於2019年1月29日，決定香港模擬電視服務將於2020年11月30日深夜11時59分終止，屆時港台電視33A亦將停播。
從2019年5月開始，港台電視33A在畫面左上角新增從2020年12月1日起開始全面數位電視廣播的提示，該提示為模擬電視頻道獨有，以數碼方式廣播的港台電視33沒有這個提示。
2020年11月30日23:59，港台电视33A打出“告别卡”（告別卡的中文部分由鄭子誠配音），提示观众转看数码版本的港台电视33，至12月1日0:00切断信号。港台电视33A停播前最后的节目为纪录片《花开中国》第2集节选及其后的“大美中国”风光片。

### 轉換頻道
根據通訊事務管理局作出的安排，港台電視31、32、33、34於2021年4月1日起採用27頻道與原有的62頻道進行同步廣播，並將於2021年11月30日深夜11時59分起終止原有的62頻道廣播。

## 综艺节目
| - 《人与自然》 - 《生活圈》 - 《今日说法》 - 《第一动画乐园》 - 《正大综艺》 |

## 主新聞時段
該頻道播出的新聞节目均由中央广播电视总台新聞中心製作。除《晚間新聞》外，均與中國中央電視台新聞頻道並機。
| - 《朝聞天下》 - 《新聞30分》 - 《新聞聯播》 - 《天氣預報》 - 《焦點訪談》 - 《晚間新聞》 |

## 電視劇時段
該頻道所有電視劇的播出编排由中央广播电视总台影视剧纪录片中心負責。

| - 《第一精选剧场》：每日上午時段播出，一般為平日9:30－12:00三集連播，週末8:40－12:00四集連播，主要播出歷史及战争类電視劇，有時亦會播出首播劇。 - 《第一情感剧场》：每日下午時段播出，一般在《今日說法》播映完畢後五集連播，主要播出家庭情感類電視劇，有时亦會播出近期已首播的优秀電視劇。 | - 《黃金檔劇場》（旧称《特约剧场》）：通常為每週一至五的19:40檔兩集連播，週六及週日會因季播節目不同而選擇性安排。 |

## 特備节目
該頻道播出的特備节目会依据实际情况由总台相关节目中心制作，在本頻道首播、重播或與相关頻道、广播频率並機播放。
| 本频道制作： - 《时代楷模发布厅》（不定期播出） - 《开学第一课》 社教中心製作： - 《中國诗词大會》 - 《宪法的力量-12.4年度法治人物颁奖典礼》 - 《中国骄傲》 - 《平安行-12.2全国交通安全日特别节目》 - 《闪亮的名字-最美人物发布》 - 《中国好书》 新闻中心制作： - 《感动中国年度人物颁奖盛典》 - 《一年又一年》 文艺节目中心制作： - 《中央广播电视总台春节联欢晚会》 - 《新年戲曲晚會》 - 《新年音乐会-扬帆远航大湾区》 - 《心连心慰问演出活动》 - 《中国梦·劳动美》 - 《中国梦·祖国颂》 - 《五月的鲜花五四晚会》 体育青少节目中心製作： - 《六一晚會》 - 《寻找最美孝心少年》 |

## 香港地區廣播格式

### 港台電視33A（模擬版，已結束廣播）
576i，畫面寬高比4:3，PAL制式，音效以麗音編碼，並同時用FM調頻傳送，最多可傳送三聲道。

#### 全港模擬電視訊號發射頻道及頻率（已停用）
| 發射站                                                                      | 頻段 | 頻道     |
| --------------------------------------------------------------------------- | ---- | -------- |
| 慈雲山（主）                                                                | UHF  | 第27頻道 |
| 青衣                                                                        | UHF  | 第30頻道 |
| 元朗374山                                                                   | UHF  | 第32頻道 |
| 營盤                                                                        | UHF  | 第33頻道 |
| 將軍澳村                                                                    | UHF  | 第40頻道 |
| 青山、飛鵝山、赤柱、石壁                                                    | UHF  | 第44頻道 |
| 金山、南朗山、砵甸乍山、康樂園、元朗YOHO Midtown                            | UHF  | 第45頻道 |
| 虎地                                                                        | UHF  | 第48頻道 |
| 東涌                                                                        | UHF  | 第50頻道 |
| 屯門                                                                        | UHF  | 第52頻道 |
| 葵涌大白田                                                                  | UHF  | 第53頻道 |
| 柴灣、聶高信山、紅花嶺、筆架山、大嶼山275山、上洋山、元朗297山、大欖涌141山 | UHF  | 第54頻道 |
| 九龍坑山、南丫島、琵琶山、照鏡環山、橫洲、石崗、大埔仔、大澳、沙頭角消防局  | UHF  | 第55頻道 |
| 坑口村、九華徑、長洲                                                        | UHF  | 第56頻道 |
| 西貢對面海、深井、茶果嶺                                                    | UHF  | 第57頻道 |
| 大埔泮涌村、鴨脷洲及香港仔                                                  | UHF  | 第58頻道 |
| 荃灣、中西區、元朗龍田村                                                    | UHF  | 第60頻道 |

- 來源：香港電視廣播服務頻率表 （页面存档备份，存于）

### 港台電視33（數碼版）
H.264格式，寬高比16:9，DTMB制式，音效以杜比數碼AC3編碼，兩條AC-3位流，每位流一般為兩聲道，亦會因應節目而提供環迴立體聲效果。
港台電視33與港台電視31、港台電視32及港台電視34共同於一條頻寬大約21.5Mbps（兆位/秒）的單頻網廣播（頻道27，中央頻率522MHz）。

### 數碼港台電視33（經有線網絡公共天線傳送數碼版）
如大廈的公共天線系統是由有線電視負責，將會有一個經594MHz傳送的港台電視31、32、33、34節目訊號。四個電視節目台的節目內容與大氣電波廣播的522MHz完全相同，唯一分別是頻道名稱前面會加上「數碼」兩字。

## 外地播放

### 廣東
2016年4月2日起，由于亚洲电视停播，而接手模拟频道的港台电视因为未经广电总局批准落地广东，在国际台变成港台33A后切断了传输信号，目前原有的频道维持蓝屏幕不变。

### 澳门
澳門基本電視頻道只有转播TVB和ViuTV两台的数码电视频道，一直未有转播港台的数码电视频道（曾於2017年4月短暫轉播，後因訊號不佳而不了了之）。
2016年4月2日起，澳門基本電視頻道的原有亞洲電視本港台由港台電視31A代替後，澳門觀眾才能收看港台電視節目。然而，港台電視的數碼節目仍然無法收看。隨著香港在2020年12月1日0時0分起終止模擬電視廣播，澳門公共天線所轉播的港台電視33A也隨之消失，也意味著澳門暫時無法通過公共天線收看港台電視節目。
澳門郵電局回覆吳國昌議員書面質詢時表示，澳門基本電視頻道沒有轉播港台電視數碼節目是因為該信號受地理環境因素限制，無法於澳門接收。